# 楊爾式
楊爾式（？年—？年），四川順慶府鄰水縣人，習詩經，由鄰水縣增生中式乾隆十五年庚午科四川鄉試第51名舉人，揀選知縣，襄修城垣，體德辦公。